# Jon Svendsen
Jon Howard Svendsen (Berkeley, 26 ottobre 1953 – 20 settembre 2024) è stato un pallanuotista statunitense, vincitore di una medaglia d'argento alle olimpiadi di Los Angeles 1984.